# Rygerbuen
Die Rygerbuen ist eine Doppelendfähre der norwegischen Reederei Rødne Fjord Cruise in Stavanger. Sie verkehrt im Auftrag des Unternehmens Kolumbus zwischen Stavanger und der nordöstlich von Stavanger liegenden Insel Vassøy.

## Geschichte
Die Fähre wurde unter der Baunummer 48 auf der schwedischen Werft Smögens Plåt & Svetsindustri in Smögens gebaut und Anfang Oktober 1998 abgeliefert. Sie ersetzte die Sølyst, die seit 1972 auf der Strecke zwischen Stavanger und Vassøy verkehrte.

## Technische Daten und Ausstattung
Die Fähre wird von zwei Scania-Dieselmotoren mit jeweils 220 kW Leistung angetrieben. Die Motoren wirken auf zwei Propellergondeln. Für die Stromerzeugung stehen zwei von Dieselmotoren mit jeweils 55 kW Leistung sowie ein von einem Dieselmotor mit 160 kW Leistung angetriebene Generatoren zur Verfügung.
Im voraussichtlich dritten Quartal 2023 soll die Fähre auf einen elektrischen Antrieb umgebaut werden.[veraltet]
Die Fähre verfügt über ein durchlaufendes Fahrzeugdeck mit drei Fahrspuren. Das Fahrzeugdeck ist von beiden Enden über herunterklappbare Rampen zugänglich. Die beiden äußeren Fahrspuren sind ganz bzw. teilweise durch ein zusätzliches Fahrzeugdeck überbaut, das im Herbst 2007 auf der Hellesøy Verft in Løfallstrand eingebaut wurde. Dieses ist über herunterklappbare Rampen an Bord zugänglich. Der feste Bereich des seitlichen Fahrzeugdecks ist breit genug, um zwei Pkw nebeneinander zu parken. Das Deck kann von bis zu 2 t schweren Fahrzeugen genutzt werden. Die maximale Achslast beträgt 1,3 t. Die nutzbare Höhe unter dem seitlichen Fahrzeugdeck beträgt 2 m.
Auf der anderen Seite der Fähre befindet sich auf dem Hauptdeck ein Aufenthaltsraum für die Fahrgäste. Darüber befinden sich weitere Decksaufbauten, unter anderem mit dem mittig darauf aufgesetzten Steuerhaus.
Die Fähre ist für 100 Passagiere zugelassen und kann 38 Pkw befördern. Vor der Nachrüstung mit dem zusätzlichen Fahrzeugdeck betrug die Fahrzeugkapazität 24 Pkw.